# Toumbala-Talsperre
Die Toumbala-Talsperre ist eine Talsperre in der Region Zinder in Niger.

## Baubeschreibung
Ihr Name in der Amtssprache Französisch lautet barrage de Toumbala. Eine alternative Schreibweise zu Toumbala ist Toumballa.
Die Toumbala-Talsperre befindet sich beim Weiler Toumbala im Gebiet der Landgemeinde Gaffati, die zum Departement Mirriah in der Region Zinder gehört. Die Siedlung liegt auf einer Halbinsel im Stausee. Die weiteren umliegenden Dörfer und Weiler ab Toumbala im Uhrzeigersinn sind Baranda, Kounamari, Garin Toudou und Koumari im Süden, Gangara Koulala, Koulala Sofoua und Compagna im Westen, Ibardawa und Garin Kourma im Norden sowie Campama und Wangam im Osten. Die Talsperre staut das Trockental Zermou. Das Absperrbauwerk weist eine Höhe von 7,8 m auf. Der Stausee hat ein Volumen von 5,796 Millionen m³.
Die Talsperre dient Zwecken der Bewässerung, der Wasserversorgung und der Viehwirtschaft. In niederschlagsarmen Jahren ist die Bewässerungsfeldwirtschaft beim Stausee wegen der schnellen Verdunstung des Wassers gefährdet. Für die Viehwirtschaft wurden rund um die Talsperre spezielle Nutzflächen ausgewiesen. Im Stausee wurden Nil-Tilapia und Nilbarsche sowie Raub- und Stachelwelse (Bagrus bajad) ausgesetzt, um für die lokale Bevölkerung zusätzliche Einnahmequellen aus der Fischerei zu erschließen.

## Geschichte
Die Toumbala-Talsperre wurde 2007 in Betrieb genommen. Ihre Errichtung erfolgte im Rahmen eines von der Afrikanischen Entwicklungsbank finanzierten Hilfsprojekts für die landwirtschaftliche Entwicklung in der Region Zinder. Das Hilfsprojekt dauerte von Januar 2003 bis Juni 2009 und kostete insgesamt 6,4 Milliarden CFA-Franc. Im Zuge des Projekts wurden weitere Talsperren realisiert: die Bakatsiraba-Talsperre, die Bani-Walki-Talsperre, die Bargouma-Talsperre, die Goumda-Tambari-Talsperre und die Kassama-Talsperre. Bauern, die den weiter talwärts gelegenen See Mare de Falki nutzten, beklagten, dass dessen Wasserspiegel seit der Erbauung der Tomubala- und der Kassama-Talsperre gesunken war.